# Albuca sudanica
Albuca sudanica är en sparrisväxtart som beskrevs av Auguste Jean Baptiste Chevalier. Albuca sudanica ingår i släktet Albuca och familjen sparrisväxter. Inga underarter finns listade i Catalogue of Life.